# Tanda (Rampur)
Tanda – miasto w północnych Indiach w stanie Uttar Pradesh, na Nizinie Hindustańskiej.
Populacja miasta w 2001 roku wynosiła 40 009 mieszkańców.